# Stadion Księcia Abdullaha al-Fajsala
Stadion Księcia Abdullaha al-Fajsala (arab. ستاد الأمير عبدالله الفيصل, en. Prince Abdullah Al-Faisal Sports City) – stadion w portowym mieście Dżudda w zachodniej części Arabii Saudyjskiej. Mecze na tym obiekcie rozgrywają kluby piłkarskie Al-Ahli SC, Al-Ittihad i Jeddah Club. Stadion jest jedną z aren Klubowych Mistrzostw Świata w Piłce Nożnej 2023. Pojemność stadionu wynosi 27 000.

## Charakterystyka
Stadion położony jest w południowo-wschodniej Dżuddzie, między Uniwersytetem Króla Abdulaziza i strefą przemysłową. Jest on położony od wschodu przy drodze ekspresowej Dżudda-Mekka i na południu przy Stadium Street.
Stadion został zbudowany w 1970 roku i może pomieścić około 23 000 widzów, i jest częścią miejskiego kompleksu sportowego z krytą areną i centrum sportów wodnych.
Stadion składa się z dwóch głównych trybun. Kryta zachodnia, jest głęboko osadzona i ma zamknięty sektor dla VIP-ów i mediów umieszczony w centralnej trybunie. Wschodnia w kształcie łuku jest szeregowa i skrzywiona wzdłuż bieżni. Jedna duża tablica znajduje się na północnym skraju wschodniej trybuny.